# Antoliva
Antoliva è una frazione del comune italiano di Verbania, nella provincia del Verbano-Cusio-Ossola, in Piemonte. È uno degli abitati più antichi di Verbania. Si trova sulla sommità del pendio che sta a monte di Biganzolo e della Pastura.
La località dista 1,86 km da Pallanza.

## Origini del nome
La località deve il suo nome dal greco "ànthos", che significa fiori e oliva dalla coltura degli olivi.

## Storia
Il piccolo centro storico mostra caratteristiche databili tra il '700 e '800, vi si possono trovare portali medioevali, androni lastricati e cortili chiusi. All'esterno dell'abitato si possono trovare cascine e fienili, testimonianza di un passato di attività agricola e pastorale resa possibile dalla favorevole posizione esposta al sole in cui la frazione si trova.Fu feudo insieme a Biganzolo della famiglia dei marchesi Moriggia.

## Monumenti e luoghi d'interesse

### Chiesa di Sant'Ambrogio
Di impianto romanico, la sua edificazione risale al XII secolo.Al suo interno sono presenti affreschi del XV secolo. La chiesa è stata ampliata alla fine del 1500.

## Curiosità
Ad Antoliva prese ispirazione per le sue opere, il pittore scapigliato Daniele Ranzoni di Intra. Ad Antoliva realizza l'opera "Il bosco di Antoliva" (1867), opera incentrata sullo studio del vero e dell'osservazione della realtà.